# George Cusack
George Cusack (Irlanda, XVII secolo – Gran Bretagna, 18 gennaio 1675) è stato un pirata irlandese.

## Biografia
Cusack iniziò la sua carriera come marinaio e cannoniere su diversi vascelli, ma venne imprigionato nel carcere di Marshalsea a causa di un tentativo di ammutinamento. Al suo rilascio, si portò a Cadice e si imbarcò a bordo della Hopewell diretta a Tangeri. Con altri compagni, si ammutinò e prese il controllo della nave, lasciando gli ufficiali alla deriva a bordo di una scialuppa. Rinominò la nave Valiant Prince con documenti di navigazione falsi. Cusack scrisse anche un codice piratesco sul quale la sua ciurma venne chiamata a giurare. Gettò in mare le carte del precedente capitano per evitare di essere incriminato, oltre a gettare fuoribordo anche la Bibbia sulla quale solitamente i marinai giuravano. A tal proposito, secondo la testimonianza del mercante Thomas Power, quando Cusack "gettò a mare la grande Bibbia che si trovava sul tavolo della cabina, non risparmiandola ai flutti, uno dei suoi tentò di persuaderlo ma questi rispose: ‘Codardi, pensate di andare in Paradiso con azioni come quelle che compite ogni giorno? No, io vi porterò con me all'Inferno’." 
Salparono quindi alla volta delle Isole Leeward e tentarono di attaccare diversi piccoli vascelli, ma ben presto vennero costretti alla resa e catturati, finendo imprigionati alle Barbados. Fuggirono e riuscirono a catturare una fregata da 250 tonnellate di carico con 28 cannoni a bordo chiamata Flying Devil, con la quale salparono verso la costa orientale degli Stati Uniti prima di tornare in Inghilterra a bordo di imbarcazioni più piccole.
Cusack servì quindi come corsaro per conto del Regno di Gran Bretagna durante la guerra anglo-olandese, catturando diverse navi olandesi. Quando il conflitto terminò, nel 1674, ottenne documenti falsi a nome del governo francese che lo autorizzavano a dare la caccia a navi spagnole e olandesi.
Con soli 23 uomini al suo seguito prese una nave cargo che era diretta in Norvegia, un grande vascello da 500 tonnellate chiamato Saint Anne, appena fuori Londra, sotto la guida dal capitano Shorter. Cercò, poi, di vendere la nave al porto di Aberdeen, spacciandola per olandese e dicendo di averla trovata abbandonata e senza carte di navigazione. Sfortunatamente per Cusack, l'equipaggio della nave, che egli aveva abbandonato, soccorso da un mercantile di passaggio, aveva fatto ritorno a Norfolk e quindi per Cusack venne formalizzata l'accusa di pirateria quando si seppe della notizia. Cusack e i suoi uomini vennero a sapere dello sbarco della ciurma e pertanto evitarono il porto di Aberdeen, risalendo il Tamigi sino a Lee dove decisero di spendere parte del loro bottino. L'ostentazione della ricchezza da parte dei membri dell'equipaggio attirò l'attenzione della guardia costiera locale, capitanata dal colonnello Kennedy, che li inseguì via fiume e li catturò. Cusack fu nuovamente inviato alla prigione di Marshalsea coi suoi uomini.
Al processo, dichiarò di aver ricevuto regolare lettera di corsa, ma la commissione lo accusò comunque di pirateria ai danni di un vascello inglese. Venne per questo giustiziato per impiccagione il 18 gennaio 1675 insieme a tredici del suo seguito, mentre gli altri vennero rilasciati in quanto li si riconobbe forzati ad aderire alla pirateria.